# Hauersdorf (Nobitz)
Hauersdorf ist ein weilerartiger Ortsteil von Nobitz im Landkreis Altenburger Land in Thüringen.

## Lage
Der Ort liegt drei Kilometer (Luftlinie) südlich vom Hauptort Nobitz und sieben Kilometer südöstlich der Kreisstadt Altenburg im Lösshügelland um Altenburg am Rande der Leipziger Tieflandsbucht. Die geographische Höhe des Ortes beträgt 230 m ü. NN.

## Geschichte
Hauersdorf wurde erstmals zwischen 1181 und 1214 als „Hugoldesdorf“ urkundlich erwähnt. 1445 gab es sechs Bauernhöfe, 1880 wurden 13 Häuser im Ort gezählt. Die Gemeindeflur ist nur 65 Hektar groß.
Hauersdorf gehörte zum wettinischen Amt Altenburg, welches ab dem 16. Jahrhundert aufgrund mehrerer Teilungen im Lauf seines Bestehens unter der Hoheit folgender Ernestinischer Herzogtümer stand: Herzogtum Sachsen (1554 bis 1572), Herzogtum Sachsen-Weimar (1572 bis 1603), Herzogtum Sachsen-Altenburg (1603 bis 1672), Herzogtum Sachsen-Gotha-Altenburg (1672 bis 1826). Bei der Neuordnung der Ernestinischen Herzogtümer im Jahr 1826 kam der Ort wiederum zum Herzogtum Sachsen-Altenburg.
Nach der Verwaltungsreform im Herzogtum gehörte er bezüglich der Verwaltung zum Ostkreis (bis 1900) bzw. zum Landratsamt Altenburg (ab 1900). Das Dorf gehörte ab 1918 zum Freistaat Sachsen-Altenburg, der 1920 im Land Thüringen aufging. 1922 kam es zum Landkreis Altenburg.
Hauersdorf wurde am 1. Juli 1950 nach Oberleupten eingemeindet, welches wiederum am 1. Januar 1973 in die Gemeinde Nobitz eingegliedert wurde. Bei der zweiten Kreisreform in der DDR wurden 1952 die bestehenden Länder aufgelöst und die Landkreise neu zugeschnitten. Somit kam Hauersdorf mit dem Kreis Altenburg an den Bezirk Leipzig, der seit 1990 als Landkreis Altenburg zu Thüringen gehörte und 1994 im Landkreis Altenburger Land aufging.
Am Ortsverbindungsweg zum Nachbarort Klausa existierte zwischen 1901 und 1995 der „Haltepunkt Klausa“ der Bahnstrecke Altenburg–Langenleuba-Oberhain, welcher der im Nachbarort Garbus errichteten Brikettfabrik und der Braunkohlegrube Winterfeld als Verladestation diente. Nach 1952 bewirtschaftete diese Fläche eine LPG, dann fiel sie an das VEG Priefel. Heute werden die Flächen wieder privat bewirtschaftet.